# Cidaria opprestata
Cidaria opprestata là một loài bướm đêm trong họ Geometridae.